# The Almighty Trigger Happy
The Almighty Trigger Happy – kanadyjski zespół grający punk rock. Zaczęli grać we wczesnych latach dziewięćdziesiątych XX wieku. Zespół zakończył działalność w 1999 roku, lecz reaktywował się parę razy, aby grać koncerty. Grupa koncertowała z NOFX, Bad Brains, All, Pennywise, Good Riddance, Sick of It All, SNFU, Satanic Surfers czy Lagwagon.

## Dyskografia
- Killatron 2000 (1994)
- I’ll Shut Up When You Fuck Off (1996)
- As a Matter of Fact (1998) split z Satanic Surfers, Goog Riddance i Ill Repute.
- I Hate Us (1999)
- Almighty Trigger Happy / Misconduct Split (2000)
- I Hate Us Even More (2004) Wydany ponownie album I Hate Us z trzema dodatkowymi utworami i nową okładką.